# Теліуку-Інферіор (комуна)
Теліуку-Інферіор (рум. Teliucu Inferior) — комуна у повіті Хунедоара в Румунії. До складу комуни входять такі села (дані про населення за 2002 рік):
- Ізвоареле (134 особи)
- Теліуку-Інферіор (1387 осіб) — адміністративний центр комуни
- Теліуку-Суперіор (306 осіб)
- Чинчиш-Черна (725 осіб)

Комуна розташована на відстані 289 км на північний захід від Бухареста, 17 км на південь від Деви, 129 км на південний захід від Клуж-Напоки, 128 км на схід від Тімішоари.

## Населення
За даними перепису населення 2002 року у комуні проживали 2552 особи.
Національний склад населення комуни:
| Національність   | Кількість осіб | Відсоток |
| ---------------- | -------------- | -------- |
| румуни           | 2489           | 97,5%    |
| угорці           | 45             | 1,8%     |
| цигани           | 9              | 0,4%     |
| німці            | 4              | 0,2%     |
| українці         | 3              | 0,1%     |
| росіяни-липовани | 2              | 0,1%     |

Рідною мовою назвали:
| Мова       | Кількість осіб | Відсоток |
| ---------- | -------------- | -------- |
| румунська  | 2519           | 98,7%    |
| угорська   | 26             | 1,0%     |
| українська | 3              | 0,1%     |
| німецька   | 2              | 0,1%     |
| російська  | 2              | 0,1%     |

Склад населення комуни за віросповіданням:
| Релігія                                       | Кількість осіб | Відсоток |
| --------------------------------------------- | -------------- | -------- |
| православні                                   | 2266           | 88,8%    |
| п'ятдесятники                                 | 111            | 4,3%     |
| римо-католики                                 | 64             | 2,5%     |
| баптисти                                      | 49             | 1,9%     |
| реформати                                     | 22             | 0,9%     |
| адвентисти                                    | 7              | 0,3%     |
| лютерани (Синодально-пресвітеріанська церква) | 6              | 0,2%     |
| бретрени                                      | 3              | 0,1%     |
| греко-католики                                | 2              | 0,1%     |
| не релігійні                                  | 2              | 0,1%     |
| атеїсти                                       | 2              | 0,1%     |
| не вказали релігію                            | 3              | 0,1%     |